# Ђото
Ђото ди Бондоне (итал. Giotto di Bondone; 1266 — 1337), познатији као Ђото (вероватно деминутив од имена Амброђо или Ањоло), био је италијански сликар готике, архитекта и скулптор. Припадао је кругу уметника готике и претходника епохе ренесансе. Сматра се да је његов допринос био кључан у развоју тог раздобља у уметности. Сликарско образовање је стекао у атељеу сликара Чимабуеа, који је у периоду 1288—1292. сликао фреске у цркви Светог Фрање у Асизију. На фрескама су радили и многи уметници из Рима и осталих градова, услед чега се Ђото упознао са сликарством тога доба. Од 1298. Ђото је радио у Риму, али његов мозаик у Базилици Светог Петра није сачуван.
По повратку у Фиренцу оженио се Ћутом ди Лапо дел Пела и стекао четири сина и четири кћери. Од 1303. до 1305. године радио је у Падови сликајући фреске у капели Скровењи. То је најбоље документовано дело Ђота. Од 1310. до 1320. радио је у фирентинској Базилици Санта Кроче. Од 1328. радио је у Напуљу на позив тадашњег краља Напуља. По поновном повратку у Фиренцу 1334. године добио је место надзорника изградње града и катедре. Пројектовао је звоник, мост Ponte Carraia и модернизовао је градске бедеме. За Ђотово име везују се револуционарне промене у европском сликарству на прелазу из 13. у 14. век. Његов стил сликања прихватили су многи славни уметници у каснијем периоду.
Ђотов савременик, банкар и хроничар Ђиовани Вилани, написао је да је Ђото био „најсуверенији мајстор сликарства свог времена, који је све своје фигуре и њихове положаје цртао у складу са природом“ и да су његов „талент и изврсност“ били јавно признати. Ђорђо Вазари је описао Ђота као особу која направила одлучни раскид са преовлађујућим византијским стилом и покретања „велике уметничке слике какве данас познајемо, уводећи технику тачног цртања из живота, која је била занемаривана више од две стотине година“. Ђотово ремекдело је декорација капеле Скровегни у Падови, познате и као капела Арена, која је завршена око 1305. Циклус фресака приказује Девичин живот и Христов живот. То се сматра једним од врхунских ремекдела ране ренесансе.

## Живот
Кроз разне изворе се открило да је Ђото одрастао као син ковача у околини Фиренце. Већина стручњака сматра да је Ђото било његово стварно име, мада неки верују и да је то само скраћеница од Амброђио (Ambrogiotto) или Анђело (Angeliotto). О његовом животу сведочи 1450. године написано дело „Commentarii“ (приче о уметницима) које је написао Лоренцо Гиберти, а које је након поновне објаве заслугом Ђорђо Вазарија у 16. веку стекло велику популарност. Тамо се говори да је Ђото одрастао у сиромашним околностима али да га је једног дана открио сликар Чимабуе док је цртао на камену чувајући овце. Наводно је Ђото као дечак тако верно сликао мраве да се чак и велики Чимабуе зачудио. Вероватно је стога Ђото постао његов ученик; његов утицај је видљив на његовим првим радовима. Према једној легенди, Ђото је једног дана насликао муву на једном делу мајстора Чимабуа која је изгледала толико уверљиво да ју је овај покушавао отерати. На крају је мајстор признао ученику да га је надвисио.
Према Васарију, легенда о животу св. Фрање у горњој цркви св. Фрање у Асизију (1297—99) узима се као његов најранији рад, премда је питање његовог рада и сарадника на том циклусу кош увек оспоравано. Године 1300. је добио прве понуде по Фиренци, а папа Бенедикт XII га је позвао у Рим, где је радио 10 година. На крају је постао славни архитекта и кипар, али и песник. Преко Фиренце је отишао у Падову да одслика познату Арена-капелу (1304-06). По повратку у Фиренци је сликао у Мадону Огнисанти (Уфици), један од ретких радова за које је апсолутно извесно да је његово дело. Око 1313. године у Риму ради мозаик Навицела („Петар на лађи за олује") за стару базилику св. Петра, те одлази поновно у Фиренцу где осликава капелу Перуци у цркви С. Крос, те суседну капелу Барди.
Појава Ђота као сликара, архитекте и кипара у италијанској и европској уметности означава појаву новога ликовног израза арте модерна. Ослобађа се традиционалних шема романичког сликарства и византијске иконографије, тежи да сликарски свет прикаже као непосредно уочену стварност. Писац Ченино Ченини му се дивио и хвалио његове техничке вештине.
Његово признање афирмирало се и у материјалном успеху; постао је почасни грађанин те поседовао некретнине у Фиренци и Риму. Око 1320. се вратио из Рима назад у Фиренцу где је имао запослену радионицу. Између 1329-33 године био је у служби краља Роберта Анжувинца у Напуљу, а 1334. године постао је главни мајстор градње фирентинске катедрале Санта Мариа дел Фиоре. Сам није доживео њен завршетак, а његови наследници су мало изменили његове планове градње. Ђото је умро 1337. год. док је радио на Судњем дану у катедрали Баргело у Милану. Сахрањен је у цркви С. Репарата.
Његови истомишљеници Дучо и Симоне Мартини постижу подједнако завидне резултате, али тек је Ђотово дело остварило основне предуслове за развитак италијанског раноренесансног сликарства. Његови следбеници су Ђотино, Тадео Гади, Бартоломео Дади, Мазачо и др. Преко Авигнона утицао је и на развој сликарства у јужној Француској.
Ђото се спомиње и у Бокачовом Декамерону, (6. дан, 5. прича); и у Дантеовој у „Божанственој комедији“. Са обојицом је био добар пријатељ. Песник Франческо Петрарка је од њега добио кип Девице Марије, а и Микеланђело Буонароти се надахнуо његовим делом у цркви Санта Кроћ' у Фиренци.

## Галерија одабраних дела
- Данте Алигијери.
- Сцена из живота светог Фрање, Базилика Светог Фрање Асишког.
- Навештење светој Анi, Капела дегли Скровегни у Падови.
- Јаковљев сан, Капела дегли Скровегни у Падови.
- Поклонство краљева, фреска из Капела Скровегни у Падови.
- Бекство у Египат, Капела дегли Скровегни у Падови.
- Исус истерује трговце из храма, Капела дегли Скровегни у Падови
- Оплакивање Христа, фреска из Капела дегли Скровегни у Падови.